# Aleksandr Kónonov
Aleksandr Teréntievitx Kononov (en rus: Александр Терентьевич Кононов) (Dvinsk, 13 de març de 1895 - Moscou, 28 d'octubre de 1957) fou un escriptor soviètic d'origen letó. Va néixer en un poblet prop de Dvinsk (actual Daugavpils). Les impressions de la seva infància de la vida dels obrers i camperols influïren en les seves obres. Va anar a l'escola a Dvinsk i després marxà a estudiar dret a la Universitat Estatal de Sant Petersburg. Abandonà els estudis d'advocacia i, quan triomfà la Revolució d'Octubre de 1917, va començar a treballar de professor.

## Obra
El seu primer llibre, L'abolició de Mefistòfeles, fou publicat el 1934. Kononov mencionà que l'estudi de la vida de Lenin fou sempre una inspiració i font d'idees. Sobre el teòric i revolucionari, Kononov escrigué Anècdotes de Lenin el 1942, de gran ressò internacional.
- Упразднение Мефистофеля (L'abolició de Mefistòfeles), 1934.
- Субботник. (1939)
- Горький дым.
- Дни Сергея Глушкова.
- Елка в Сокольниках. (1944)
- Имя отряда.
- Повесть о верном сердце.
- Поездка в Кашино. (1954)
- Рассказы о Ленине (Anècdotes de Lenin).